# Петропавловский сельсовет (Балахтинский район)
Петропа́вловский сельсове́т — муниципальное образование (сельское поселение) в Балахтинском районе Красноярского края. Административный центр — село Петропавловка.

## География
Петропавловский сельсовет находится на западе Балахтинского района. Удалённость административного центра сельсовета — села Петропавловка от районного центра — посёлка Балахта составляет 64 км.

## История
Петропавловский сельсовет наделён статусом сельского поселения в 2005 году.

## Население
| 2010 | 2012 | 2013 | 2014 | 2015 | 2016 | 2017 |
| ---- | ---- | ---- | ---- | ---- | ---- | ---- |
| 639  | ↘626 | ↘582 | ↘552 | ↘531 | ↘492 | ↘482 |
| 2018 | 2019 | 2020 | 2021 |      |      |      |
| ↘478 | ↘456 | ↘439 | →439 |      |      |      |

Гендерный состав
По данным Всероссийской переписи населения 2010 года 304 мужчины и 335 женщин из 639 чел.

## Состав сельского поселения
В состав сельского поселения входят 4 населённых пункта:
| № | Населённый пункт | Тип населённого пункта       | Население |
| - | ---------------- | ---------------------------- | --------- |
| 1 | Могучий          | посёлок                      | ↘162      |
| 2 | Новотроицк       | деревня                      | ↘74       |
| 3 | Петропавловка    | село, административный центр | ↘403      |
| 4 | Тукай            | деревня                      | ↘0        |